# Tiago Valente
Tiago Carlos Morais Valente (Macedo de Cavaleiros, 24 aprile 1985) è un allenatore di calcio ed ex calciatore portoghese, di ruolo difensore.

## Carriera

### Club
Ha giocato nella massima serie dei campionati portoghese e polacco.